# European Minority Film Festival
European Minority Film Festival er en filmfestival med fokus på europæiske minoritetssprog. Det er især filmene i sprog af minoriteter uden en såkaldt moderstat i baggrunden. Det kan være nordfriserne i Tyskland, samerne i Skandinavien eller bretonere i Frankrig. Filmene vises med engelske eller tyske undertekster. Siden 2006 er filmfestivalen blevet afholdt hvert andet år i Husum i Nordfrisland. Festivalen slutter med en galla, hvor filmprisen European Minority Film Award uddeles.
Filmfestivalen er den eneste af sin art i Europa. Den arrangeres af Friisk Foriining med økonomisk understøttelse fra blandt andre Friserrådet, Sydslesvigsk Forening og forbundsregeringen i Berlin. I 2010 vandt den walisiske film Cwcw. Vinderfilmen i 2008 var den baskiske film Kutsidazu bidea, Ixabel. 